# Hans Stiffler
Hans Stiffler (* 12. August 1904 in Davos; † 14. Dezember 1985 in Klosters-Serneus), reformiert, heimatberechtigt in Davos, war ein Schweizer Politiker (SP).

## Leben

### Familie und Beruf
Hans Stiffler, Sohn des Stationsvorstands Kaspar Stiffler sowie der Anna geborene Trachsler, war nach seinem Schulabschluss von 1922 bis 1945 als Bahnbeamter bei der Rhätischen Bahn beschäftigt. Stiffler, der mit Bertie geborene Trachsler verheiratet war, verstarb 1985 81-jährig in Klosters-Serneus.

### Politische Laufbahn
Der in die Sozialdemokratische Partei (SP) eingetretene Stiffler, jahrelang aktiver Gewerkschafter des Schweizerischen Eisenbahn- und Verkehrspersonal-Verbands, wurde 1937 zum Kreisrichter, 1939 zum Statthalter sowie 1945 zum Landammann der Landschaft Davos gewählt, ein Amt, das er bis 1963 innehielt. Von 1945 bis 1963 gehörte er dem Bündner Grossrat, dem er im Amtsjahr 1959 als Präsident vorstand. Zusätzlich amtierte er von 1948 bis 1962 als Kantonsrichter. 1959 erfolgte seine Wahl in den Nationalrat, in dem er bis 1962 einsass. Zuletzt war Hans Stiffler von 1963 bis 1971 im Regierungsrat vertreten, dort hatte er die Leitung des kantonalen Erziehungs- und Sanitätsdepartements inne, eine Position, in der er mitverantwortlich zeichnete am Ausbau des Spitalwesens und der Lehrerausbildung. Darüber hinaus präsidierte er seit 1942 die SP Davos sowie von 1948 bis 1956 die Bündner Kantonalpartei.
Hans Stiffler zählte zu den Gründungsmitgliedern der 1945 aus deutschem Besitz erworbenen Schweizerischen Alpinen Mittelschule in Davos, dem ehemaligen Fridericianum.